# Lista chorążych reprezentacji Armenii na igrzyskach olimpijskich
Lista chorążych reprezentacji Armenii na igrzyskach olimpijskich – lista zawodników i zawodniczek reprezentacji Armenii, którzy podczas ceremonii otwarcia nowożytnych igrzysk olimpijskich nieśli flagę Armenii.

## Chronologiczna lista chorążych
| Lp. | Rok i miejsce        | Chorąży              | Dyscyplina            |
| --- | -------------------- | -------------------- | --------------------- |
| 1   | 1994, Lillehammer    | Arsen Harutiunian    | Narciarstwo alpejskie |
| 2   | 1996, Atlanta        | Aghvan Grigorjan     | Podnoszenie ciężarów  |
| 3   | 1998, Nagano         | Alla Michajeljan     | Biegi narciarskie     |
| 4   | 2000, Sydney         | Haykaz Galstjan      | Zapasy                |
| 5   | 2002, Salt Lake City | Arsen Harutiunian    | Narciarstwo alpejskie |
| 6   | 2004, Ateny          | Albert Azarian       | Gimnastyka sportowa   |
| 7   | 2006, Turyn          | Wazgen Azrojan       | Łyżwiarstwo figurowe  |
| 8   | 2008, Pekin          | Albert Azarian       | Gimnastyka sportowa   |
| 9   | 2010, Vancouver      | Arsen Nersisjan      | Narciarstwo alpejskie |
| 10  | 2012, Londyn         | Arman Jeremian       | Teakwondo             |
| 11  | 2014, Soczi          | Sergej Mikajelian    | Biegi narciarskie     |
| 12  | 2016, Rio de Janeiro | Vahan Mkhitarjan     | pływanie              |
| 13  | 2018, Pjongczang     | Mikajel Mikajelian   | Biegi narciarskie     |
| 14  | 2020, Tokio          | Varsenik Manucharyan | Pływanie              |
| 14  | 2020, Tokio          | Hovhannes Bachkov    | Boks                  |